# Al-Àdid

Mapa polític del Llevant al voltant del 1165

Abu-Muhàmmad Abd-Al·lah ibn Yússuf ibn al-Hàfidh al-Àdid li-din-Al·lah (àrab: أبو محمد عبد الله بن يوسف بن الحافظ العاضد لدين الله, Abū Muḥammad ʿAbd Allāh ibn Yūsuf ibn al-Ḫāfiẓ al-ʿĀḍid li-dīn Allāh), més conegut pel seu làqab al-Àdid (el Caire, 16 de maig de 1151-13 de setembre de 1171) fou el catorzè i darrer califa fatimita al Caire (1160-1171).
Era net del califa Al-Hàfidh i fill de Yusuf ben Abdel, que havia estat mort per orde del visir Abbàs el dia en què va pujar al tron Al-Fàïz (1154).
A la mort del jove Faiz (d'11 anys), que era son cosí, el va succeir el 23 de juliol de 1160. Fou escollit a causa de la seva edat (9 anys), pel ministre Salih Tala'i, verdader governant d'Egipte des de feia 6 anys. Per assegurar la seva docilitat Tala'i el va casar amb la seva filla. Tala'i va morir assassinat l'11 de setembre de 1161, en una conspiració en la qual el califa potser va participar, però va haver de confiar el visirat al fill del difunt Ruzzik que volia el mateix poder que el pare.
El califa va buscar el suport del governador de l'Alt Egipte Xàwar; aquest va reunir tropes i es va apoderar del Caire el febrer de 1163. Però no va entregar el poder al califa sinó que el va conservar com els anteriors visirs. Xàwar fou ràpidament enderrocat per un dels seus oficials, Dirgham, que va assolir el càrrec de visir el mes d'agost del 1163. Xàwar va fugir i es va refugiar a la cort del atabeg zengita d'Alep Nur-ad-Din Mahmud al qual va demanar suport per recuperar el poder i l'atabeg no ho va dubtar, ja que el domini d'Egipte suposava posar fi a l'escissió califal i al xiisme en benefici de la tendència sunnita. El general Xirkuh va rebre el comandament.
El 24 d'abril de 1164 Xirkuh va ocupar Bilbeis, arribant al Caire l'1 de maig, on va enderrocar Dirgham i va restaurar a Xàwar que fou confirmat pel califa, però una vegada en el poder Xàwar va rebutjar obeir a Nur al-Din i va intentar forçar el retorn de Xirkuh cap a Síria. Com que no ho va aconseguir, va demanar l'ajut d'Amalric I de Jerusalem. Xirkuh es va fer fort a Bilbeis. Com a maniobra de distracció va organitzar un atac d'emirs a l'altre flanc, a Harim, prop d'Antioquia de l'Orontes on l'11 d'agost deu mil francs van morir a una batalla. Tot i així la posició de Xirkuh era complicada, i es va arribar a un compromís entre Amauri i Xirkuh concertat a Bilbeis, que va establir que els dos exèrcits es retirarien del país.
Però el pacte de Xàwar amb Amauri va incitar a Nur al-Din a autoritzar una nova expedició de Xirkuh que va arribar a Egipte el gener del 1167; la batalla contra Xàwar es va lliurar a prop de les piràmides, a Al-Babein, el 18 de març i la victòria fou per Xirkuh; Amauri, que combatia al costat de Xàwar, va poder arribar al Caire i reunir-se amb els gros de les seves forces mentre Xirkuh va entrar a Alexandria. Poc després un acord va establir que Amauri i Xirkuh es retirarien d'Egipte.
Xàwar havia de pagar 100.000 dinars cada any a Amauri, però aquest tribut, exagerat, va provocar la revolta del camperols el 1168. Amauri va assetjar Bilbeis, i va entrar a la ciutat el dia de tots sants (1 de novembre) i va fer una matança indiscriminada dels seus habitants musulmans; això li va fer perdre el suport dels coptes, que fins llavors l'havien ajudat. Al mateix temps Xàwar va fer cremar els barris vells del Caire; l'incendi va durar 58 dies; fou llavors el mateix califa qui va demanar ajut a Nur-ad-Din Mahmud contra el seu visir.
El gener de 1169 Xirkuh i el seu nebot Saladí van entrar al Caire i Saladí va executar a Xàwar (18 de gener del 1169). Xirkuh va rebre el càrrec de visir però va morir dos mesos després (23 de març de 1169) i el va succeir el seu nebot Saladí (Salah al-Din).
En una batalla al carrer les restes de l'exèrcit fatimita, i els contingent sudanesos i armenis, foren eliminats. Poc després la khutba es començava a fer en nom del califa abbàssida (1171). El califa va morir potser del disgust el 13 de setembre de 1171 amb només 20 anys.